# Heorhii Antonenko
Pour les articles homonymes, voir Antonenko.
Heorhii Antonenko, né le 8 avril 2005 à Kiev, est un coureur cycliste ukrainien.

## Biographie
Originaire de Kiev, Heorhii Antonenko commence le cyclisme dans son pays natal. Il se réfugie en Europe occidentale en mars 2022, au début de l'invasion de l'Ukraine par la Russie. Avec son frère Pavlo, il a bénéficié du secours de la Fédération suisse, qui a recueilli plusieurs cyclistes ukrainiens. Sa mère, militaire de profession, est restée en Ukraine, et son père est mort sur le front à la guerre. 
En 2023, il s'impose sur la Jolidon Classique, une cyclosportive organisée à Montfaucon. Cette même année, il est le junior le mieux classé sur l'épreuve Martigny-Mauvoisin. Il finit par ailleurs deuxième de la première édition du championnat d'Europe des Grimpeurs, dans sa catégorie d'âge. Cette épreuve s'est disputée sous la forme d'un contre-la-montre en côte au col du Saint-Gothard. 
Au printemps 2024, il parvient à se classer troisième du Tour de Malte. Il intègre ensuite une équipe continentale autrichienne en 2025. Lors de cette saison, il devient champion d'Ukraine sur route.

## Palmarès
- 2023
  - Martigny-Mauvoisin juniors
  - Jolidon Classique
  - 2e de la Coupe d'Europe des Grimpeurs juniors
- 2024
  - 3e du Tour de Malte
- 2025
  -  Champion d'Ukraine sur route